# Bart vs. The Juggernauts
Bart vs. The Juggernauts est un jeu vidéo sorti en 1992 sur Game Boy. Développé par Imagineering et édité par Acclaim, ce jeu est basé sur la série télévisée Les Simpson,,,. Ce jeu est une parodie de l'émission American gladiators.

## Système de jeu
Dans le jeu, le joueur contrôle Bart Simpson. Il doit gagner chaque semaine le plus d'argent possible afin de pouvoir remporter le premier prix. Il évolue dans des niveaux à thème de personnage divers (par exemple un niveau appelé "Kwik-E-Mart Doggie Dodge", où Bart doit éviter des chiens en rassemblant de la nourriture au Kwik-E-Mart). Il y a 8 niveaux dans le jeu.